# Absidia
Absidia je rod hub z čeledi Cunninghamellaceae v oddělení Zygomycota (houby spájivé). Nejznámějším druhem je patogenní houba Absidia corymbifera, která způsobuje zygomykózu, zejména ve formě mykotického spontánního potratu u krav. Je to alergen, který může vyvolat mukormykózu i u lidí, především u osob s nízkou imunitou. Zasahuje plíce, nosní dutiny, mozek, zrak a kůži. Absidia spp. jsou všudypřítomné ve většině prostředí. Často jsou spojovány s teplou rozpadající se rostlinnou hmotou, např. v hromadách kompostu.

## Druhy
- Absidia aegyptiaca
- Absidia anomala
- Absidia atrospora
- Absidia caerulea
- Absidia californica
- Absidia clavata
- Absidia cuneospora
- Absidia cylindrospora
- Absidia dubia
- Absidia fassatiae
- Absidia glauca
- Absidia griseola
- Absidia heterospora
- Absidia idahoensis
- Absidia inflata
- Absidia macrospora
- Absidia narayanai
- Absidia pseudocylindrospora
- Absidia psychrophilia
- Absidia reflexa
- Absidia repens
- Absidia spinosa
- Absidia tuneta
- Absidia ushtrina